# România la Jocurile Olimpice de vară din 2016
România a participat la Jocurile Olimpice de vară din 2016 care au avut loc la Rio de Janeiro, Brazilia, în perioada 5–21 august 2016. 96 de sportivi români au concurat în cadrul a 15 sporturi. Aceștia au fost însoțiți de șapte rezerve. Cele mai numeroase delegații au fost cea de la atletism cu 23 de sportivi și cea de la canotaj cu 18 sportivi. Gimnasta Cătălina Ponor a fost portdrapelul României la ceremonia de deschidere. Portdrapel la ceremonia de închidere a fost scrimera Simona Pop, medaliată cu aur în proba de spadă pe echipe.

## Medaliați
| Medalie | Nume | Sport         | Probă                     | Dată      |
| ------- | --- | ------------- | ------------------------- | --------- |
| Aur     | Loredana Dinu Simona Gherman Simona Pop Ana Maria Popescu                                                                            | Scrimă        | Spadă feminin pe echipe   | 11 august |
| Argint  | Florin Mergea Horia Tecău | Tenis de câmp | Dublu masculin            | 12 august |
| Bronz   | Mădălina Bereș Andreea Boghian Adelina Boguș Roxana Cogianu Laura Oprea Mihaela Petrilă Iuliana Popa Ioana Strungaru Daniela Druncea | Canotaj       | Opt rame cu cârmaci (8+1) | 13 august |
| Bronz   | Albert Saritov | Lupte         | −97 kg masculin           | 21 august |

| Sport         | 1 | 2 | 3 | Total |
| Canotaj       | 0 | 0 | 1 | 1     |
| Lupte         | 0 | 0 | 1 | 1     |
| Scrimă        | 1 | 0 | 0 | 1     |
| Tenis de câmp | 0 | 1 | 0 | 1     |
| Total         | 1 | 1 | 2 | 4     |

## Participanți

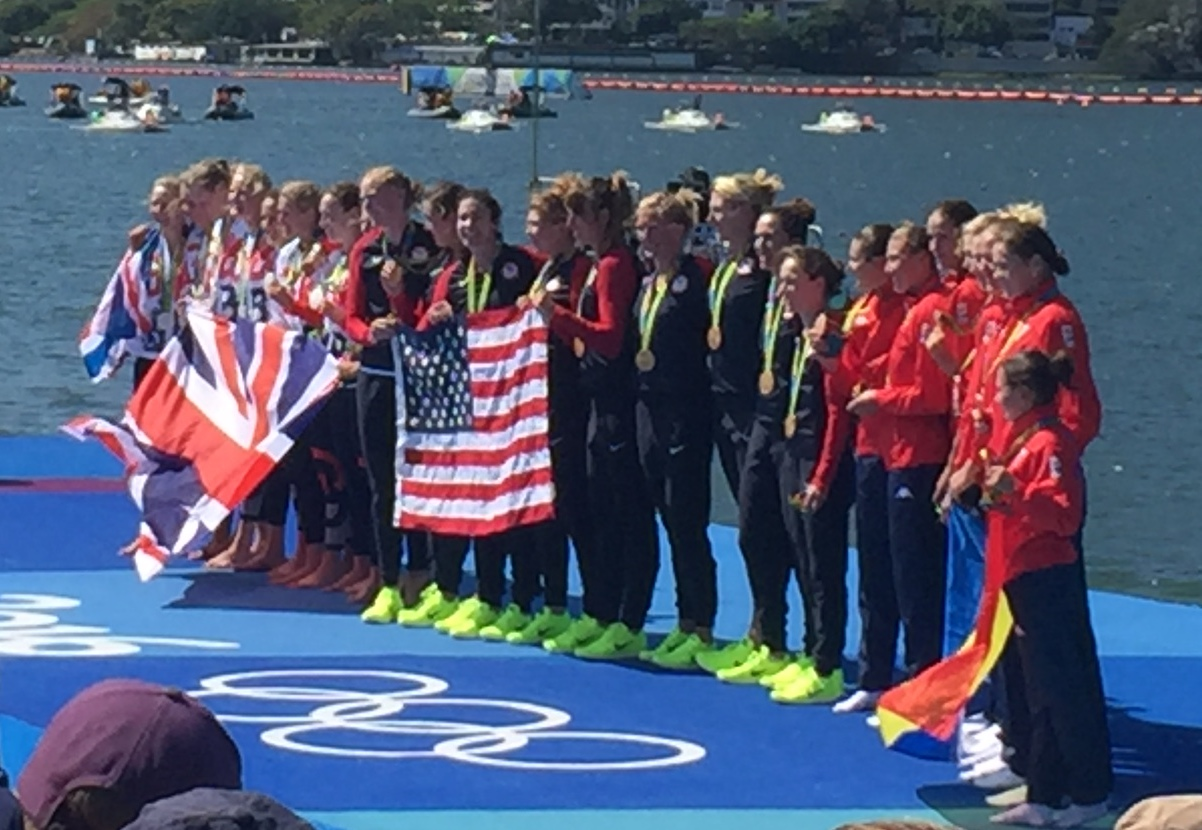
Echipajul de 8+1: Mădălina Bereș, Andreea Boghian, Adelina Boguș, Roxana Cogianu, Laura Oprea, Mihaela Petrilă, Iuliana Popa, Ioana Strungaru și Daniela Druncea

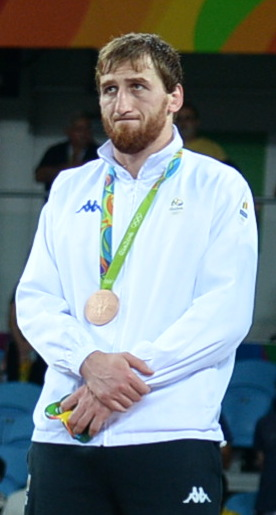
Albert Saritov

Delegația română a cuprins 96 de sportivi și 7 rezerve.
| Sport                | Masculin | Feminin | Total |
| -------------------- | -------- | ------- | ----- |
| Atletism             | 6        | 16      | 22    |
| Box                  | 1        | 0       | 1     |
| Canotaj              | 6        | 12      | 18    |
| Ciclism              | 1        | 0       | 1     |
| Gimnastică artistică | 2        | 1       | 3     |
| Gimnastică ritmică   | 0        | 1       | 1     |
| Haltere              | 2        | 2       | 4     |
| Lupte                | 4        | 1       | 5     |
| Handbal              | 0        | 14      | 14    |
| Judo                 | 1        | 3       | 4     |
| Natație              | 5        | 1       | 6     |
| Scrimă               | 1        | 4       | 5     |
| Tir                  | 1        | 0       | 1     |
| Tenis de câmp        | 2        | 4       | 6     |
| Tenis de masă        | 2        | 3       | 5     |
| Total                | 34       | 62      | 96    |

## Atletism
19 atleți și-au îndeplinit baremul și au fost aprobați de COSR. În plus, ștafeta de 4×400 m, formată din Adelina Pastor, Anamaria Ioniță, Sanda Belgyan și Andrea Miklos, și-a obținut calificarea după ce a obținut locul 8 in finala Campionatului European de la Amsterdam.
Atleții Claudia Ștef și Mihai Donisan au fost depistați pozitiv cu substanța Meldonium, conform unui anunț făcut pe 13 mai 2016. Pe 22 iunie, lui Mihai Donisan i s-a ridicat suspendarea provizorie din partea ANAD, deoarece substanța prelevată era în concentrații mici, iar pe 15 iulie a fost validat și de WADA. Donisan a fost reinclus în lotul olimpic pe 19 iulie. Claudia Ștef a fost reinclusă în lot pe 6 iulie.
Pe 27 mai 2016, Daniela Stanciu, a fost la rândul ei depistată pozitiv cu Meldonium, iar pe 10 iunie, COSR a decis să o excludă din lotul olimpic, deși a îndeplinit baremul la Campionatul Național de Sală (o săritură de 1,93 m).
Pe 24 iunie 2016, COSR a anunțat că maratonistul Nicolae Soare a fost depistat pozitiv cu meldonium. WADA l-a declarat nevinovat printr-o adresă trimisă ANAD, iar Soare a fost reinclus în lot pe 19 iulie.
Deși calificat la proba de aruncare a greutății cu rezultatul de 20,54 m obținut la Campionatele Internaționale de Atletism ale României de la Pitești din 2016, atletul Andrei Toader a fost exclus din lotul olimpic pe 22 iulie, în urma rezultatului pozitiv de la un control antidoping.
Aflat deja la Rio de Janeiro, Mihai Donisan a fost din nou suspendat de Federația Internațională de Atletism (IAAF) pe 27 iulie, în urma unor reinterpretări a unor probe recoltate în luna februarie.
| Atlet              | Probă                        | Barem   | Rezultat | Dată              | Eveniment                                                          |
| ------------------ | ---------------------------- | ------- | -------- | ----------------- | ------------------------------------------------------------------ |
| Bianca Răzor       | 400 m feminin                | 52,20   | 51,31    | 9 iulie 2015      | Campionatul European U23 de la Tallinn                             |
| Claudia Bobocea    | 800 m feminin                | 2:01,50 | 2:01,49  | 11 iunie 2016     | Gouden Spike de la Leiden                                          |
| Florina Pierdevară | 800 m feminin                | 2:01,50 | 2:00,91  | 5 octombrie 2015  | Jocurile Militare de la Mungyeong                                  |
| Ancuța Bobocel     | 3000 m garduri feminin       | 9:45,00 | 9:40,87  | 4 iunie 2016      | Campionatele Internaționale de Atletism ale României de la Pitești |
| Daniela Cîrlan     | Maraton feminin              | 2:45:00 | 2:43:38  | 19 aprilie 2015   | Maratonul de la Cracovia                                           |
| Paula Todoran      | Maraton feminin              | 2:45:00 | 2:36:44  | 21 februarie 2016 | Maratonul de la Sevilla                                            |
| Ana Rodean         | 20 km marș feminin           | 1:36:00 | 1:35:38  | 7 mai 2016        | Campionatului Mondial de Marș pe echipe de la Roma                 |
| Andreea Arsine     | 20 km marș feminin           | 1:36:00 | 1:35:45  | 9 aprilie 2016    | Cursa de 20 km marș de la Poděbrady                                |
| Claudia Ștef       | 20 km marș feminin           | 1:36:00 | 1:34:31  | 17 mai 2015       | Cupa Europei de la Murcia                                          |
| Alina Rotaru       | Săritură în lungime feminin  | 6,70 m  | 6,72 m   | 30 mai 2015       | Golden Roof Challenge de la Innsbruck                              |
| Cristina Bujin     | Triplusalt feminin           | 14,15 m | 14,19 m  | 23 mai 2015       | Campionatul Național în aer liber de la Pitești                    |
| Elena Panțuroiu    | Triplusalt feminin           | 14,15 m | 14,15 m  | 5 martie 2016     | Campionatul Național de juniori de la București                    |
| Marius Ionescu     | Maraton masculin             | 2:19:00 | 2:13:19  | 26 aprilie 2015   | Maratonul de la Düsseldorf                                         |
| Nicolae Soare      | Maraton masculin             | 2:19:00 | 2:18:52  | 17 aprilie 2016   | Maratonul de la Hamburg                                            |
| Marius Cocioran    | 50 km marș masculin          | 4:06:00 | 3:55:59  | 17 mai 2015       | Cupa Europei de la Murcia                                          |
| Narcis Mihăilă     | 50 km marș masculin          | 4:06:00 | 4:03:42  | 8 iunie 2016      | Campionatului Mondial de Marș pe echipe de la Roma                 |
| Marian Oprea       | Triplusalt masculin          | 16,85 m | 17,02 m  | 6 iunie 2015      | Campionatul Național în aer liber de la Pitești                    |
| Andrei Gag         | Aruncarea greutății masculin | 20,50 m | 20,69 m  | 25 iunie 2015     | Meetingul de la Lisabona                                           |

### Masculin
Probe pe șosea și pistă
| Atlet           | Probă      | Finală   | Finală |
| Atlet           | Probă      | Rezultat | Loc    |
| --------------- | ---------- | -------- | ------ |
| Marius Ionescu  | Maraton    | 2:17:27  | 37     |
| Nicolae Soare   | Maraton    | 2:31:53  | 126    |
| Marius Cocioran | 50 km marș | NAT      | NAT    |
| Narcis Mihăilă  | 50 km marș | 4:02:46  | 31     |

Probe pe teren
| Marian Oprea | Triplusalt          | FR    | FR | FR           | FR           |              |              |
| Andrei Gag   | Aruncarea greutății | 20,40 | 13 | Nu a avansat | Nu a avansat | Nu a avansat | Nu a avansat |

### Feminin
Probe pe șosea și pistă
| Atletă                                                    | Probă            | Calificare | Calificare | Semifinală    | Semifinală    | Finală        | Finală        |
| Atletă                                                    | Probă            | Rezultat   | Loc        | Rezultat      | Loc           | Rezultat      | Loc           |
| --------------------------------------------------------- | ---------------- | ---------- | ---------- | ------------- | ------------- | ------------- | ------------- |
| Bianca Răzor                                              | 400 m            | 52,42      | 6          | Nu a avansat  | Nu a avansat  | Nu a avansat  | Nu a avansat  |
| Claudia Bobocea                                           | 800 m            | 2:03,75    | 6          | Nu a avansat  | Nu a avansat  | Nu a avansat  | Nu a avansat  |
| Florina Pierdevară                                        | 800 m            | 2:03,32    | 7          | Nu a avansat  | Nu a avansat  | Nu a avansat  | Nu a avansat  |
| Florina Pierdevară                                        | 1500 m           | 4:11,55    | 12         | Nu a avansat  | Nu a avansat  | Nu a avansat  | Nu a avansat  |
| Ancuța Bobocel                                            | 3000 m obstacole | 9:46,28    | 13         | Nu a avansat  | Nu a avansat  | Nu a avansat  | Nu a avansat  |
| Anamaria Ioniță Andrea Miklos Adelina Pastor Bianca Răzor | 4 × 400 m        | 3:29,87    | 6          | Nu au avansat | Nu au avansat | Nu au avansat | Nu au avansat |
| Daniela Cîrlan                                            | Maraton          | N/A        | N/A        | N/A           | N/A           | NAT           | NAT           |
| Paula Todoran                                             | Maraton          | N/A        | N/A        | N/A           | N/A           | 2:48:54       | 101           |
| Andreea Arsine                                            | 20 km marș       | N/A        | N/A        | N/A           | N/A           | 1:38:16       | 45            |
| Ana Rodean                                                | 20 km marș       | N/A        | N/A        | N/A           | N/A           | 1:38:42       | 50            |
| Claudia Ștef                                              | 20 km marș       | N/A        | N/A        | N/A           | N/A           | 1:41:47       | 57            |

Probe pe teren
| Atletă          | Probă               | Calificare | Calificare | Finală       | Finală       |
| Atletă          | Probă               | Distanță   | Loc        | Distanță     | Loc          |
| --------------- | ------------------- | ---------- | ---------- | ------------ | ------------ |
| Alina Rotaru    | Săritura în lungime | 6,40       | 18         | Nu a avansat | Nu a avansat |
| Cristina Bujin  | Triplusalt          | 13,38      | 30         | Nu a avansat | Nu a avansat |
| Elena Panțuroiu | Triplusalt          | 14,00      | 16         | Nu a avansat | Nu a avansat |

## Box
Pugilistul Mihai Nistor s-a calificat după ce a trecut de marocanul Mohammed Arjaoui în iulie 2015, fiind printre primii doi ai categoriei supergrea a AIBA Pro Boxing.
| Sportiv      | Categorie          | Primul meci       | Optimi              | Sfert de finală   | Semifinală        | Finală            | Loc |
| Sportiv      | Categorie          | Adversar Rezultat | Adversar Rezultat   | Adversar Rezultat | Adversar Rezultat | Adversar Rezultat | Loc |
| ------------ | ------------------ | ----------------- | ------------------- | ----------------- | ----------------- | ----------------- | --- |
| Mihai Nistor | Supergreu (+91 kg) | PAS               | Ishaish (JOR) P 1–2 | Nu a avansat      | Nu a avansat      | Nu a avansat      | =9  |

## Caiac canoe

### Sprint
Echipajul de K4 masculin și-a asigurat calificarea după ce s-a clasat pe locul 7 la Campionatul Mondial din 2005. Echipajul de K2 feminin, clasat pe locul 7 în timp ce doar primele șase echipe erau calificate direct, a beneficiat de o realocare a locurilor. Leonid Carp și Ștefan Strat s-au calificat la regata de calificare de la Duisburg.
În luna mai 2016, întregul lot de kaiac-canoe a României, inclusiv cei opt calificați, a fost depistat pozitiv cu substanța interzisă meldonium. Barca de C-2 a fost suspendată, cota fiind reatribuită echipajului moldovenesc Oleg Tarnovschi și Oleg Nuță. Suspendarea temporară a fost ridicată ulterior de la Agenția Mondială Antidoping (WADA) și COSR i-a cerut Comitetului Internațional Olimpic să îi înscrie pe Carp și Strat, dar în zadar. În cele din urmă, Federația Română de Kaiac-Canoe (FRKC) a fost suspendată un an de forul internațional de specialitate. Astfel nu a participat deloc la Jocurile Olimpice de la Rio.

## Canotaj
Trei bărci s-au calificat în urma participării la Campionatul Mondial din 2015 de la Aiguebelette. Barca de opt rame cu cârmaci și cea de dublu vâsle categorie ușoară au obținut calificarea la regata preolimpică de la Lucerna, clasându-se pe locul întâi și respectiv pe locul doi. Iuliana Popa a fost rezervă pentru echipajul de 8+1.
Masculin
| Sportiv                                                             | Probă                        | Calificare | Calificare | Recalificări | Recalificări | Semifinală | Semifinală | Finală B      | Finală B      | Finală A      | Loc |
| Sportiv                                                             | Probă                        | Timp       | Loc        | Timp         | Loc          | Timp       | Loc        | Timp          | Loc           | Timp          | Loc |
| ------------------------------------------------------------------- | ---------------------------- | ---------- | ---------- | ------------ | ------------ | ---------- | ---------- | ------------- | ------------- | ------------- | --- |
| Cristi-Ilie Pîrghie George Palamariu                                | Dublu rame (2−)              | 6:51,71    | 3 SA/B     | PAS          | PAS          | 6:48,17    | 6 FB       | 7:13,68       | 6             | N/A           | 12  |
| Constantin Adam Vlad Dragoș Aicoboae Marius Cozmiuc Toader Gontariu | Patru rame fără cârmaci (4−) | 6:02,56    | 4 R        | 6:39,64      | 4            | N/A        | N/A        | Nu au avansat | Nu au avansat | Nu au avansat | 13  |

Feminin
| Sportiv | Probă                         | Calificare | Calificare | Recalificări | Recalificări | Semifinală | Semifinală | Finală B | Finală B | Finală A | Loc |
| Sportiv | Probă                         | Timp       | Loc        | Timp         | Loc          | Timp       | Loc        | Timp     | Loc      | Timp     | Loc |
| --- | ----------------------------- | ---------- | ---------- | ------------ | ------------ | ---------- | ---------- | -------- | -------- | -------- | --- |
| Elena Lavinia Târlea Laura Oprea | Dublu rame (2−)               | 7:18,16    | 5 R        | 7:55,25      | 1 SA/B       | 7:29,20    | 4 FB       | 7:19,63  | 3        | N/A      | 9   |
| Ionela-Livia Lehaci Gianina-Elena Beleagă | Dublu vâsle ctg. ușoară (L2×) | 7:07,29    | 3 R        | 8:00,47      | 2 SA/B       | 7:21,38    | 4 FB       | 7:24,61  | 2        | N/A      | 8   |
| Mădălina Bereș Andreea Boghian Adelina Boguș Roxana Cogianu Laura Oprea Mihaela Petrilă Iuliana Popa Ioana Strungaru Daniela Druncea (cârmaci) | Opt rame cu cârmaci (8+)      | 6:16,24    | 3 R        | 6:32,63      | 2 FA         | N/A        | N/A        | N/A      | N/A      | 6:04,10  | 3   |

Legendă calificare: FA=Finala A (medalie); FB=Finala B (fără medalie); FC=Finala C (fără medalie); FD=Finala D (fără medalie); FE=Finala E (fără medalie); FF=Finala F (fără medalie); SA/B=Semifinalele A/B; SC/D=Semifinalele C/D; SE/F=Semifinalele E/F; SF=Sferturi de finală; R=Recalificări

## Ciclism
Serghei Țvetcov s-a calificat la proba de șosea, fiind clasat în primele 200 locuri (pe locul 119) în clasamentul individual UCI Europe Tour.
| Sportiv         | Probă          | Timp          | Loc           |
| --------------- | -------------- | ------------- | ------------- |
| Serghei Țvetcov | Cursă pe șosea | Nu a terminat | Nu a terminat |

## Gimnastică

### Artistică
Echipele României nu au fost prezente la Jocurile Olimpice pentru prima dată din 1968 pentru femei și din 1984 pentru barbați. După ce nu au reușit să se califice direct la Campionatul Mondial din 2015 de la Glasgow, au eșuat la turneul preolimpic de la Rio. Fiind aflată pe locurile 5-8 la acest turneu, România a dispus de un loc nenominal, atât la feminin, cât și la masculin, în afară de Marian Drăgulescu, care și-a asigurat calificarea, cucerind medalia de argint la sărituri din cadrul Campionatului Mondial din 2015.
Cota feminină a fost atribuită Cătălinei Ponor. Larisa Iordache a fost sportivă înlocuitoare în caz de accidentare.
Masculin
| Sportiv           | Probă             | Calificări | Calificări | Calificări | Calificări | Calificări | Calificări | Calificări | Calificări | Finală       | Finală       | Finală       | Finală       | Finală       | Finală       | Finală       | Finală       |
| Sportiv           | Probă             | Aparate    | Aparate    | Aparate    | Aparate    | Aparate    | Aparate    | Total      | Loc        | Aparate      | Aparate      | Aparate      | Aparate      | Aparate      | Aparate      | Total        | Loc          |
| Sportiv           | Probă             | Sol        | Cal        | Inele      | Sărituri   | Paralele   | Bară       | Total      | Loc        | Sol          | Cal          | Inele        | Sărituri     | Paralele     | Bară         | Total        | Loc          |
| ----------------- | ----------------- | ---------- | ---------- | ---------- | ---------- | ---------- | ---------- | ---------- | ---------- | ------------ | ------------ | ------------ | ------------ | ------------ | ------------ | ------------ | ------------ |
| Andrei Muntean    | Individual compus | 13,733     | 12,500     | 13,700     | 14,633     | 15,466 C   | 13,833     | 83,865     | 36         | Nu a avansat | Nu a avansat | Nu a avansat | Nu a avansat | Nu a avansat | Nu a avansat | Nu a avansat | Nu a avansat |
| Andrei Muntean    | Paralele          | N/A        | N/A        | N/A        | N/A        | 15,466     | N/A        | 15,466     | 9 C        | N/A          | N/A          | N/A          | N/A          | 15,600       | N/A          | 15,600       | 6            |
| Marian Drăgulescu | Sol               | 12,800     | N/A        | N/A        | N/A        | N/A        | N/A        | 12,800     | 67         | Nu a avansat | Nu a avansat | Nu a avansat | Nu a avansat | Nu a avansat | Nu a avansat | Nu a avansat | Nu a avansat |
| Marian Drăgulescu | Sărituri          | N/A        | N/A        | N/A        | 15,283     | N/A        | N/A        | 15,283     | 5 C        | N/A          | N/A          | N/A          | 15,449       | N/A          | N/A          | 15,449       | 4            |
| Marian Drăgulescu | Bară              | N/A        | N/A        | N/A        | N/A        | N/A        | 12,166     | 12,166     | 70         | Nu a avansat | Nu a avansat | Nu a avansat | Nu a avansat | Nu a avansat | Nu a avansat | Nu a avansat | Nu a avansat |

Feminin
| Sportiv        | Probă | Calificări | Calificări | Calificări | Calificări | Calificări | Calificări | Finală       | Finală       | Finală       | Finală       | Finală       | Finală       |
| Sportiv        | Probă | Aparate    | Aparate    | Aparate    | Aparate    | Total      | Loc        | Aparate      | Aparate      | Aparate      | Aparate      | Total        | Loc          |
| Sportiv        | Probă | Sărituri   | Paralele   | Bârnă      | Sol        | Total      | Loc        | Sărituri     | Paralele     | Bârnă        | Sol          | Total        | Loc          |
| -------------- | ----- | ---------- | ---------- | ---------- | ---------- | ---------- | ---------- | ------------ | ------------ | ------------ | ------------ | ------------ | ------------ |
| Cătălina Ponor | Bârnă | N/A        | N/A        | 14,900     | N/A        | 14,900     | 5 C        | N/A          | N/A          | 14,000       | N/A          | 14,000       | 7            |
| Cătălina Ponor | Sol   | N/A        | N/A        | N/A        | 14,200     | 14,200     | 14         | Nu a avansat | Nu a avansat | Nu a avansat | Nu a avansat | Nu a avansat | Nu a avansat |

### Ritmică
Ana Luiza Filiorianu s-a calificat după ce s-a clasat pe locul 6 la turneul preolimpic de la Rio. 
Feminin
| Sportivă             | Probă             | Calificare | Calificare | Calificare | Calificare | Calificare | Calificare | Finală       | Finală       | Finală       | Finală       | Finală       | Finală       |
| Sportivă             | Probă             | Cerc       | Minge      | Măciuci    | Panglică   | Total      | Loc        | Cerc         | Minge        | Măciuci      | Panglică     | Total        | Loc          |
| -------------------- | ----------------- | ---------- | ---------- | ---------- | ---------- | ---------- | ---------- | ------------ | ------------ | ------------ | ------------ | ------------ | ------------ |
| Ana Luiza Filiorianu | Individual compus | 16,850     | 16,800     | 16,808     | 17,000     | 67,458     | 22         | Nu a avansat | Nu a avansat | Nu a avansat | Nu a avansat | Nu a avansat | Nu a avansat |

## Haltere
Datorită rezultatelor obținute la Campionatul Mondial de la Houston, România trebuia să trimită la Rio trei sportivi și două sportive. Totuși, Federația Internațională de Haltere i-a retras României două locuri (unul masculin și unul feminin) din cauza numărului mare de cazuri de dopaj.
Gabriel Sîncrăian a fost descalificat ulterior pentru dopaj.
| Sportiv               | Probă  | Smuls    | Smuls | Aruncat  | Aruncat | Total | Loc |
| Sportiv               | Probă  | Rezultat | Loc   | Rezultat | Loc     | Total | Loc |
| --------------------- | ------ | -------- | ----- | -------- | ------- | ----- | --- |
| Dumitru Captari       | −77 kg | 145      | 14    | —        | —       | 145   | NAT |
| Gabriel Sîncrăian     | −85 kg | 173      | 5     | 217      | 1       | 390   | 3   |
| Florina Sorina Hulpan | −69 kg | 100      | 12    | —        | —       | 100   | NAT |
| Andreea Aanei         | +75 kg | 120      | 6     | 145      | 10      | 265   | 8   |

## Handbal

### Feminin
Clasată pe locul trei la Campionatul Mondial de Handbal Feminin din 2015, echipa națională de handbal feminin a României a fost eligibilă să participe la Turneul olimpic de calificare din Aarhus, Danemarca. Acolo, a reușit să se califice de pe primul loc, într-o grupă cu Muntenegru, Danemarca și Uruguay.
Componența echipei
Lotul stabilit pe data de 9 iulie 2016:
| Nr. | Post  | Nume                    | Data nașterii (vârsta) | Înălțime | Selecții | Goluri | Echipă                  |
| --- | ----- | ----------------------- | ---------------------- | -------- | -------- | ------ | ----------------------- |
| 3   | IS    | Gabriella Szűcs         | 31 august 1984         | 1,79 m   | 5        | 3      | HC Dunărea Brăila       |
| 5   | ID    | Melinda Geiger          | 28 martie 1987         | 1,77 m   | 70       | 165    | Brest Bretagne Handball |
| 7   | C     | Eliza Buceschi          | 31 august 1993         | 1,75 m   | 26       | 54     | FC Midtjylland Håndbold |
| 8   | IS    | Cristina Neagu          | 26 august 1988         | 1,80 m   | 128      | 521    | Budućnost               |
| 9   | C     | Aurelia Brădeanu        | 5 mai 1979             | 1,79 m   | 253      | 637    | CSM București           |
| 11  | IS    | Gabriela Perianu        | 20 iunie 1994          | 1,87 m   | 23       | 45     | HC Dunărea Brăila       |
| 12  | P     | Ionica Munteanu         | 7 ianuarie 1979        | 1,75 m   | 17       | 0      | HCM Baia Mare           |
| 15  | ES    | Valentina Ardean-Elisei | 5 iunie 1982           | 1,75 m   | 205      | 807    | SCM Craiova             |
| 22  | PI    | Oana Manea              | 18 aprilie 1985        | 1,75 m   | 274      | 355    | CSM București           |
| 25  | ES    | Camelia Hotea           | 28 octombrie 1984      | 1,74 m   | 38       | 60     | Corona Brașov           |
| 30  | P     | Paula Ungureanu         | 30 martie 1980         | 1,80 m   | 140      | 2      | CSM București           |
| 85  | PI    | Florina Chintoan        | 6 decembrie 1985       | 1,78 m   | 106      | 140    | „U” Alexandrion Cluj    |
| 88  | ID/ED | Patricia Vizitiu        | 15 octombrie 1988      | 1,77 m   | 35       | 48     | Neafiliată              |
| 89  | ED    | Laura Chiper            | 21 august 1989         | 1,73 m   | 15       | 30     | Corona Brașov           |

Legendă: C Centru | E Extremă (stângă/dreaptă) | I Inter (stânga/dreapta) | P Portar | PI Pivot
Antrenor:  Tomas Ryde
Jocul grupelor
| Loc | Echipa       | MJ | V | E | Î | GM  | GP  | DG  | Pct | Calificare         |
| --- | ------------ | -- | - | - | - | --- | --- | --- | --- | ------------------ |
| 1   | Brazilia (H) | 5  | 4 | 0 | 1 | 138 | 117 | +21 | 8   | Sferturi de finală |
| 2   | Norvegia     | 5  | 4 | 0 | 1 | 141 | 121 | +20 | 8   | Sferturi de finală |
| 3   | Spania       | 5  | 3 | 0 | 2 | 125 | 116 | +9  | 6   | Sferturi de finală |
| 4   | Angola       | 5  | 2 | 0 | 3 | 116 | 128 | −12 | 4   | Sferturi de finală |
| 5   | România      | 5  | 2 | 0 | 3 | 108 | 119 | −11 | 4   |                    |
| 6   | Muntenegru   | 5  | 0 | 0 | 5 | 107 | 134 | −27 | 0   |                    |

Ora în Rio de Janeiro este UTC−3. Ora în România este UTC+3.
| 6 august 2016 19:50 (UTC−3) 01:50 (UTC+3) | România | 19–23  | Angola   | Arena Future, Rio de Janeiro Arbitri: Koo, Lee |
| 6 august 2016 19:50 (UTC−3) 01:50 (UTC+3) | Neagu 8 | (9–11) | Guialo 5 | Arena Future, Rio de Janeiro Arbitri: Koo, Lee |
| 6 august 2016 19:50 (UTC−3) 01:50 (UTC+3) | 2×      | Raport | 5× 3×    | Arena Future, Rio de Janeiro Arbitri: Koo, Lee |

| 8 august 2016 16:40 (UTC−3) 22:40 (UTC+3) | Brazilia    | 26–13  | România | Arena Future, Rio de Janeiro Arbitri: Bonaventura, Bonaventura |
| 8 august 2016 16:40 (UTC−3) 22:40 (UTC+3) | Rodrigues 8 | (14–9) | Neagu 6 | Arena Future, Rio de Janeiro Arbitri: Bonaventura, Bonaventura |
| 8 august 2016 16:40 (UTC−3) 22:40 (UTC+3) | 2× 1×       | Raport | 4× 2×   | Arena Future, Rio de Janeiro Arbitri: Bonaventura, Bonaventura |

| 10 august 2016 11:30 (UTC−3) 17:30 (UTC+3) | România  | 25–21  | Muntenegru     | Arena Future, Rio de Janeiro Arbitri: Rashed, El-Sayed |
| 10 august 2016 11:30 (UTC−3) 17:30 (UTC+3) | Neagu 10 | (11–9) | K. Bulatović 9 | Arena Future, Rio de Janeiro Arbitri: Rashed, El-Sayed |
| 10 august 2016 11:30 (UTC−3) 17:30 (UTC+3) | 4× 3×    | Raport | 4×             | Arena Future, Rio de Janeiro Arbitri: Rashed, El-Sayed |

| 12 august 2016 14:40 (UTC−3) 20:40 (UTC+3) | România | 24–21   | Spania           | Arena Future, Rio de Janeiro Arbitri: Bonaventura, Bonaventura |
| 12 august 2016 14:40 (UTC−3) 20:40 (UTC+3) | Neagu 9 | (13–11) | trei jucătoare 4 | Arena Future, Rio de Janeiro Arbitri: Bonaventura, Bonaventura |
| 12 august 2016 14:40 (UTC−3) 20:40 (UTC+3) | 2×      | Raport  | 1× 3×            | Arena Future, Rio de Janeiro Arbitri: Bonaventura, Bonaventura |

| 14 august 2016 16:40 (UTC−3) 22:40 (UTC+3) | Norvegia      | 28–27   | România  | Arena Future, Rio de Janeiro Arbitri: Alpaidze, Berekzina |
| 14 august 2016 16:40 (UTC−3) 22:40 (UTC+3) | Kristiansen 7 | (14–13) | Neagu 11 | Arena Future, Rio de Janeiro Arbitri: Alpaidze, Berekzina |
| 14 august 2016 16:40 (UTC−3) 22:40 (UTC+3) | 6× 3×         | Raport  | 6× 3×    | Arena Future, Rio de Janeiro Arbitri: Alpaidze, Berekzina |

Echipa României a ocupat locul 9 în clasamentul general.

## Judo
Patru judokani români s-au calificat datorită clasamentului mondial: Daniel Natea, pe locul 6 la categoria +100 kg, Monica Ungureanu, pe locul 10 la categoria 48 kg, Andreea Chițu, pe locul 1 la categoria 52 kg și Corina Căprioriu, pe locul 6 la categoria 57 kg. Mircea Croitoru și Loredana Ohâi au fost parteneri de antrenament.
Masculin
| Sportiv      | Categorie | Primul tur        | Al doilea tur          | Optimi                   | Sfert de finală   | Semifinală        | Recalificări      | Finală / FM       | Loc |
| Sportiv      | Categorie | Adversar Rezultat | Adversar Rezultat      | Adversar Rezultat        | Adversar Rezultat | Adversar Rezultat | Adversar Rezultat | Adversar Rezultat | Loc |
| ------------ | --------- | ----------------- | ---------------------- | ------------------------ | ----------------- | ----------------- | ----------------- | ----------------- | --- |
| Daniel Natea | +100 kg   | N/A               | Yea-On (THA) C 100–000 | Tangriev (UZB) P 000–110 | Nu a avansat      | Nu a avansat      | Nu a avansat      | Nu a avansat      | =9  |

Feminin
| Sportiv          | Categorie | Primul tur        | Al doilea tur             | Optimi                  | Sfert de finală           | Semifinală            | Recalificări            | Finală / FM              | Loc |
| Sportiv          | Categorie | Adversar Rezultat | Adversar Rezultat         | Adversar Rezultat       | Adversar Rezultat         | Adversar Rezultat     | Adversar Rezultat       | Adversar Rezultat        | Loc |
| ---------------- | --------- | ----------------- | ------------------------- | ----------------------- | ------------------------- | --------------------- | ----------------------- | ------------------------ | --- |
| Monica Ungureanu | −48 kg    | N/A               | van Snick (BEL) P 000–100 | Nu a avansat            | Nu a avansat              | Nu a avansat          | Nu a avansat            | Nu a avansat             | =17 |
| Andreea Chițu    | −52 kg    | N/A               | PAS                       | Gómez (ESP) C 101–000   | Giuffrida (ITA) P 000–001 | Nu a avansat          | Miranda (BRA) P 010–100 | Nu a avansat             | =7  |
| Corina Căprioriu | −57 kg    | N/A               | PAS                       | Gjakova (KOS) C 002–000 | Lien C-l (TPE) C 100-000  | Silva (BRA) P 000-010 | PAS                     | Monteiro (POR) P 000-001 | =5  |

## Lupte
Alin Alexuc-Ciurariu s-a calificat după ce s-a clasat pe locul 4 la Campionatul Mondial din 2015 de la Las Vegas. Alina Vuc și-a obținut calificarea după ce a câștigat turneul preolimpic de la Zrenjanin, iar Ion Panait și Ivan Guidea la turneul preolimpic de la Ulan Bator, fiecare la categoria de greutate la care au concurat. Albert Saritov a completat delegația română, câștigând turneul preolimpic de lupte de la Istanbul.
Legendă:
- VT – Victorie prin cădere.
- PP – Decizie după puncte – învinsul prin puncte tehnice.
- PO – Decizie după puncte – învinsul fără puncte tehnice.
- ST – Decizie după puncte – învinsul fără puncte tehnice și cu o marjă de victorie de cel puțin 8 (greco-romane) sau 10 (libere) puncte.

Masculin stil greco-roman
| Sportiv              | Categorie | Calificări            | Primul tur             | Sferturi de finală        | Semifinală        | Recalificări 1    | Recalificări 2           | Finală               | Loc |
| Sportiv              | Categorie | Adversar Rezultat     | Adversar Rezultat      | Adversar Rezultat         | Adversar Rezultat | Adversar Rezultat | Adversar Rezultat        | Adversar Rezultat    | Loc |
| -------------------- | --------- | --------------------- | ---------------------- | ------------------------- | ----------------- | ----------------- | ------------------------ | -------------------- | --- |
| Ion Panait           | −66 kg    | Albiev (RUS) P 1–3 PP | Nu a avansat           | Nu a avansat              | Nu a avansat      | Nu a avansat      | Nu a avansat             | Nu a avansat         | 12  |
| Alin Alexuc-Ciurariu | −98 kg    | PAS                   | El-Said (EGY) C 3–1 PP | Aleksanyan (ARM) P 0–4 ST | Nu a avansat      | PAS               | Timoncini (ITA) C 3–0 PO | İldem (TUR) P 0–4 PO | 5   |

Masculin stil liber
| Sportiv        | Categorie | Calificări        | Primul tur           | Sferturi de finală    | Semifinală        | Recalificări 1    | Recalificări 2         | Finală                  | Loc |
| Sportiv        | Categorie | Adversar Rezultat | Adversar Rezultat    | Adversar Rezultat     | Adversar Rezultat | Adversar Rezultat | Adversar Rezultat      | Adversar Rezultat       | Loc |
| -------------- | --------- | ----------------- | -------------------- | --------------------- | ----------------- | ----------------- | ---------------------- | ----------------------- | --- |
| Ivan Guidea    | −57 kg    | PAS               | Atlı (TUR) C 3–1 PP  | Dubov (BUL) P 0–5 VT  | Nu a avansat      | Nu a avansat      | Nu a avansat           | Nu a avansat            | 11  |
| Albert Saritov | −97 kg    | PAS               | Ceban (MDA) C 3–1 PP | Snyder (USA) P 0–3 PO | Nu a avansat      | PAS               | Cortina (CUB) C 3–1 PP | Odikadze (GEO) C 4–0 ST | 3   |

Feminin
| Sportiv   | Categorie | Calificări        | Primul tur            | Sferturi de finală | Semifinală        | Recalificări 1    | Recalificări 2    | Finală            | Finală |
| Sportiv   | Categorie | Adversar Rezultat | Adversar Rezultat     | Adversar Rezultat  | Adversar Rezultat | Adversar Rezultat | Adversar Rezultat | Adversar Rezultat | Loc    |
| --------- | --------- | ----------------- | --------------------- | ------------------ | ----------------- | ----------------- | ----------------- | ----------------- | ------ |
| Alina Vuc | −48 kg    | PAS               | Phogat (IND) P 0–4 ST | Nu a avansat       | Nu a avansat      | Nu a avansat      | Nu a avansat      | Nu a avansat      | 18     |

## Natație
Robert Glință si-a făcut baremul de participare cu un timp de 54,30 secunde realizat la Campionatul Mondial de Juniori din 2015. La Campionatul European de la Londra au îndeplinit criteriile FINA atât Norbert Trandafir, cu timpul de 22,12 secunde realizat în semifinală, cât și echipa masculină de 4×100 m stil liber, cu timpul de 3:16,54 reușit în semifinală. Astfel România a fost reprezentată pentru prima dată la Jocurile Olimpice de o ștafetă de viteză la natație. Marius Radu s-a calificat la proba de 100 m stil liber din cadrul Campionatelor Internaționale de înot ale României. Ana Dascăl a primit o cotă în urma realocării de locuri de către FINA.
Masculin
| Sportiv                                                 | Probă                      | Calificări | Calificări | Semifinale   | Semifinale   | Finală        | Loc |
| Sportiv                                                 | Probă                      | Timp       | Loc        | Timp         | Loc          | Timp          | Loc |
| ------------------------------------------------------- | -------------------------- | ---------- | ---------- | ------------ | ------------ | ------------- | --- |
| Norbert Trandafir                                       | 50 m stil liber            | 22,10      | 6 C        | 21,99        | 7            | Nu a avansat  | 14  |
| Marius Radu                                             | 100 m stil liber           | 49,57      | 7          | Nu a avansat | Nu a avansat | Nu a avansat  | 38  |
| Robert Glință                                           | 100 m spate                | 53,81      | 2 C        | 53,34 RN     | 4 C          | 53,50         | 8   |
| Robert Glință                                           | 200 m spate                | 1:57,91    | 1          | Nu a avansat | Nu a avansat | Nu a avansat  | 18  |
| Alin Coste Daniel Macovei Marius Radu Norbert Trandafir | Ștafeta 4×100 m stil liber | 3:17,03    | 8          | N/A          | N/A          | Nu au avansat | 14  |

Feminin
| Sportivă   | Probă            | Calificări | Calificări | Semifinale   | Semifinale   | Finală       | Loc |
| Sportivă   | Probă            | Timp       | Loc        | Timp         | Loc          | Timp         | Loc |
| ---------- | ---------------- | ---------- | ---------- | ------------ | ------------ | ------------ | --- |
| Ana Dascăl | 100 m stil liber | 58,72      | 5          | Nu a avansat | Nu a avansat | Nu a avansat | 36  |

## Scrimă
Pe lângă sportivii calificați, doi arbitri români au oficiat la probele de scrimă: Florin Gheorghe la floretă și Marius Florea la sabie.
Masculin
Sabrerul Tiberiu Dolniceanu s-a calificat la individual ca numărul 2 în clasamentului oficial ajustat..
| Sportiv            | Probă            | Primul tur       | Șaisprezecimi              | Sfert de finală        | Semifinală    | Finală / FM   | Loc |
| Sportiv            | Probă            | Adversar Scor    | Adversar Scor              | Adversar Scor          | Adversar Scor | Adversar Scor | Loc |
| ------------------ | ---------------- | ---------------- | -------------------------- | ---------------------- | ------------- | ------------- | --- |
| Tiberiu Dolniceanu | Sabie individual | Sun (CHN) C 15–7 | Van Holsbeke (BEL) C 15–13 | Szilágyi (HUN) P 10–15 | Nu a avansat  | Nu a avansat  | 5   |

Feminin
Echipa de spadă feminin a României s-a calificat pentru proba pe echipe ca lideră a clasamentului oficial ajustat. A fost alcătuită din Simona Gherman, Simona Pop și Ana Maria Popescu (Brânză), Loredana Dinu fiind rezervă. Mălina Călugăreanu s-a calificat la proba de floretă individual la turneul preolimpic de la Praga.
| Sportivă                                                  | Probă              | Primul tur              | Al doilea tur       | Al treilea tur    | Sfert de finală                      | Semifinală      | Finală / FM     | Loc |
| Sportivă                                                  | Probă              | Adversar Scor           | Adversar Scor       | Adversar Scor     | Adversar Scor                        | Adversar Scor   | Adversar Scor   | Loc |
| --------------------------------------------------------- | ------------------ | ----------------------- | ------------------- | ----------------- | ------------------------------------ | --------------- | --------------- | --- |
| Mălina Călugăreanu                                        | Floretă individual | Bulcão (BRA) P 12–15    | Nu a avansat        | Nu a avansat      | Nu a avansat                         | Nu a avansat    | Nu a avansat    | 34  |
| Simona Gherman                                            | Spadă individual   | PAS                     | Rembi (FRA) P 10–13 | Nu a avansat      | Nu a avansat                         | Nu a avansat    | Nu a avansat    | 19  |
| Simona Pop                                                | Spadă individual   | Mackinnon (CAN) P 10–15 | Nu a avansat        | Nu a avansat      | Nu a avansat                         | Nu a avansat    | Nu a avansat    | 33  |
| Ana Maria Popescu                                         | Spadă individual   | PAS                     | Mallo (FRA) C 15–8  | Choi (KOR) P 8–15 | Nu a avansat                         | Nu a avansat    | Nu a avansat    | 9   |
| Loredana Dinu Simona Gherman Simona Pop Ana Maria Popescu | Spadă pe echipe    | N/A                     | N/A                 | PAS               | Statele Unite ale Americii · C 24–23 | Rusia · C 45–31 | China · C 44–38 | 1   |

## Tenis
Conform clasamentului ATP și WTA din 6 iunie, România ar fi trebuit să fie reprezentată la Jocurile Olimpice de Simona Halep, Irina Begu și Monica Niculescu la feminin simplu și de Horia Tecău și Florin Mergea la masculin dublu. Totuși, Simona Halep s-a retras în iulie 2016 de teama virusului Zika. Monica Niculescu și Irina Begu s-au calificat pe locurile ITF la feminin dublu datorită clasamentului WTA dublu.
Raluca Olaru și Andreea Mitu au obținut o cotă în proba de dublu feminin în urma realocării de locuri de către ITF. La scurt timp de la începerea Jocurilor, sârboaica Jelena Janković s-a retras din proba individuală din cauza unei accidentări la umăr, iar locul i-a fost luat de Andreea Mitu.
Masculin
| Sportiv                   | Probă | Turul 1                           | Turul 2                                  | Sferturi de finală                  | Semifinale                      | Finală                              | Loc |
| Sportiv                   | Probă | Adversar Scor                     | Adversar Scor                            | Adversar Scor                       | Adversar Scor                   | Adversar Scor                       | Loc |
| ------------------------- | ----- | --------------------------------- | ---------------------------------------- | ----------------------------------- | ------------------------------- | ----------------------------------- | --- |
| Horia Tecău Florin Mergea | Dublu | Delbonis / Durán (ARG) C 6–3, 6–2 | González / Reyes-Varela (MEX) C 6–3, 7–6 | Melo / Soares (BRA) C 6–4, 5–7, 6–2 | Johnson / Sock (USA) C 6–3, 7–5 | Lopez / Nadal (ESP) P 2–6, 6–3, 4–6 | 2   |

Feminin
| Sportivă                    | Probă      | Turul 1                      | Turul 2                                   | Turul 3                             | Sferturi de finală | Semifinale    | Finală        | Loc |
| Sportivă                    | Probă      | Adversar Scor                | Adversar Scor                             | Adversar Scor                       | Adversar Scor      | Adversar Scor | Adversar Scor | Loc |
| --------------------------- | ---------- | ---------------------------- | ----------------------------------------- | ----------------------------------- | ------------------ | ------------- | ------------- | --- |
| Irina Begu                  | Individual | Hibino (JPN) P 4–6, 6–3, 3–6 | Nu a avansat                              | Nu a avansat                        | Nu a avansat       | Nu a avansat  | Nu a avansat  | =33 |
| Andreea Mitu                | Individual | Muguruza (ESP) P 2–6, 2–6    | Nu a avansat                              | Nu a avansat                        | Nu a avansat       | Nu a avansat  | Nu a avansat  | =33 |
| Monica Niculescu            | Individual | Cepede Royg (PAR) C 6–2, 6–3 | Kuznețova (RUS) P Abandon                 | Nu a avansat                        | Nu a avansat       | Nu a avansat  | Nu a avansat  | =17 |
| Irina Begu Monica Niculescu | Dublu      | N/A                          | Chan H-c / Chan Y-j (TPE) P 7–5, 4–6, 3–6 | Nu au avansat                       | Nu au avansat      | Nu au avansat | Nu au avansat | =17 |
| Andreea Mitu Raluca Olaru   | Dublu      | N/A                          | Babos / Jani (HUN) C 6–4, 6–3             | Makarova / Vesnina (RUS) P 1–6, 4–6 | Nu au avansat      | Nu au avansat | Nu au avansat | =9  |

Mixt
| Sportivi               | Probă | Turul 1                                         | Sferturi de finală                   | Semifinale    | Finală        | Loc |
| Sportivi               | Probă | Adversar Scor                                   | Adversar Scor                        | Adversar Scor | Adversar Scor | Loc |
| ---------------------- | ----- | ----------------------------------------------- | ------------------------------------ | ------------- | ------------- | --- |
| Irina Begu Horia Tecău | Dublu | Radwańska / Kubot (POL) C 6–4, 6–7(1–7), [10–8] | Štěpánek / Hradecká (CZE) P 4–6, 5–7 | Nu au avansat | Nu au avansat | =5  |

## Tenis de masă
România a calificat patru atleți, numărul maxim, la probele de simplu: Elizabeta Samara și Daniela Dodean la feminin, Ovidiu Ionescu și Adrian Crișan la masculin. În plus, echipa feminină s-a calificat prin redistribuirea unor locuri libere pe baza clasamentului mondial.
Masculin
| Sportiv        | Probă      | Rundă preliminară | Runda 1             | Runda 2              | Runda 3             | Runda 4              | Sferturi de finală | Semifinale        | Finală            | Loc |
| Sportiv        | Probă      | Adversar Rezultat | Adversar Rezultat   | Adversar Rezultat    | Adversar Rezultat   | Adversar Rezultat    | Adversar Rezultat  | Adversar Rezultat | Adversar Rezultat | Loc |
| -------------- | ---------- | ----------------- | ------------------- | -------------------- | ------------------- | -------------------- | ------------------ | ----------------- | ----------------- | --- |
| Adrian Crișan  | Individual | PAS               | Achanta (IND) C 4–1 | Lebesson (FRA) C 4–3 | S Lee (KOR) C 4–3   | Zhang Jk (CHN) P 0–4 | Nu a avansat       | Nu a avansat      | Nu a avansat      | =9  |
| Ovidiu Ionescu | Individual | PAS               | Alamian (IRI) C 4–1 | Gardos (AUT) C 4–1   | Freitas (POR) P 1–4 | Nu a avansat         | Nu a avansat       | Nu a avansat      | Nu a avansat      | =17 |

Feminin
| Sportivă                                         | Probă      | Rundă preliminară | Runda 1           | Runda 2           | Runda 3              | Runda 4                     | Sferturi de finală | Semifinale        | Finală            | Loc |
| Sportivă                                         | Probă      | Adversar Rezultat | Adversar Rezultat | Adversar Rezultat | Adversar Rezultat    | Adversar Rezultat           | Adversar Rezultat  | Adversar Rezultat | Adversar Rezultat | Loc |
| ------------------------------------------------ | ---------- | ----------------- | ----------------- | ----------------- | -------------------- | --------------------------- | ------------------ | ----------------- | ----------------- | --- |
| Daniela Dodean                                   | Individual | PAS               | Das (IND) C 4–0   | Q Li (POL) C 4–1  | Fukuhara (JPN) P 0–4 | Nu a avansat                | Nu a avansat       | Nu a avansat      | Nu a avansat      | =17 |
| Elizabeta Samara                                 | Individual | PAS               | PAS               | L Gui (BRA) C 4–0 | D Ning (CHN) P 0–4   | Nu a avansat                | Nu a avansat       | Nu a avansat      | Nu a avansat      | =17 |
| Elizabeta Samara Daniela Dodean Bernadette Szőcs | Echipe     | N/A               | N/A               | N/A               | N/A                  | Coreea de Sud (KOR) · P 2–3 | Nu au avansat      | Nu au avansat     | Nu au avansat     | =9  |

## Tir
Necalificat prin clasamentul oficial, Alin Moldoveanu a primit un wild-card din partea forului internațional de specialitate din considerație pentru statutul de campion olimpic en-titre.
Masculin
| Sportiv         | Probă                    | Calificări | Calificări | Finală       | Finală       |
| Sportiv         | Probă                    | Puncte     | Loc        | Puncte       | Loc          |
| --------------- | ------------------------ | ---------- | ---------- | ------------ | ------------ |
| Alin Moldoveanu | Pușcă aer comprimat 10 m | 622,7      | 19         | Nu a avansat | Nu a avansat |

## Legături externe
Materiale media legate de România la Jocurile Olimpice de vară din 2016 la Wikimedia Commons
- Echipa olimpică a României Arhivat în 18 august 2016, la Wayback Machine., Comitetul Olimpic si Sportiv Român
- en  Romania at the 2016 Summer Olympics la Olympedia.org